# Grailknights
Grailknights – niemiecki zespół grający połączenie melodic death metalu z elementami power oraz viking metalu.
Sami jego twórcy nazywają ten rodzaj metalu jako Superhero-Metal. Podczas koncertów członkowie zespołu noszą charakterystyczne stroje oraz mają na twarzach namalowane maski. Na trasę koncertową w 2009 roku stworzyli nowe kostiumy wykonane ze sztucznego materiału oraz pianki, które podkreślały mięśnie „superbohaterów”.

## Historia

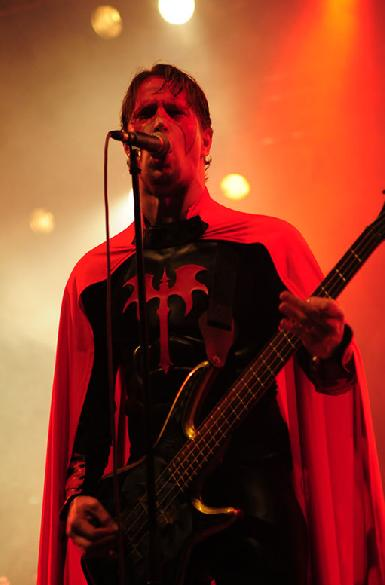
Mac Death

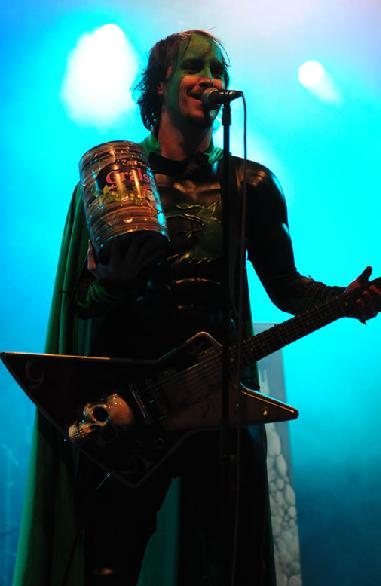
Sir Optimus Prime

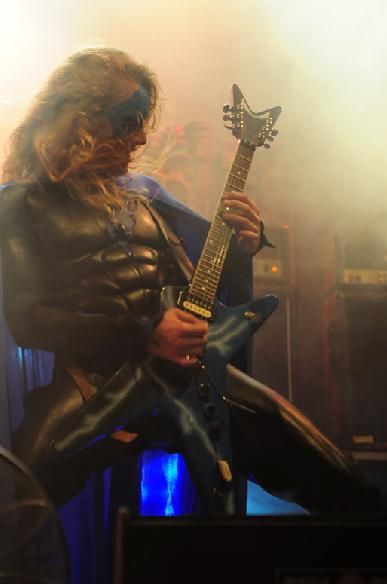
Lord Lightbringer

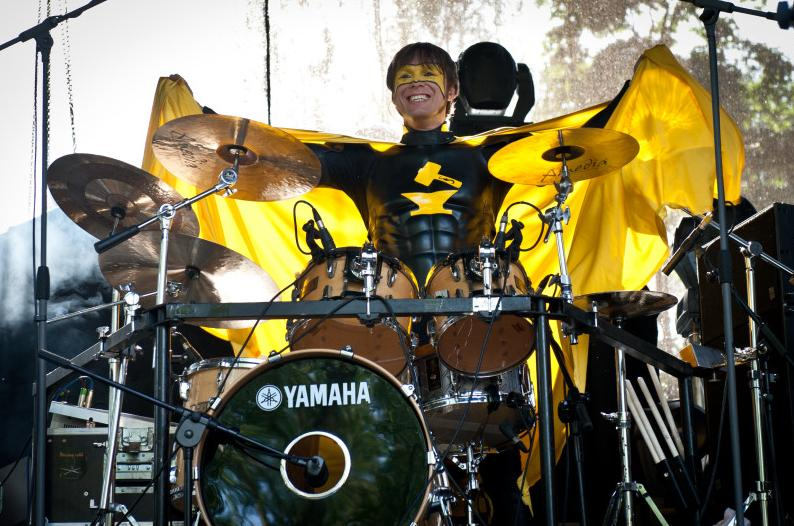
Baron van der Blast

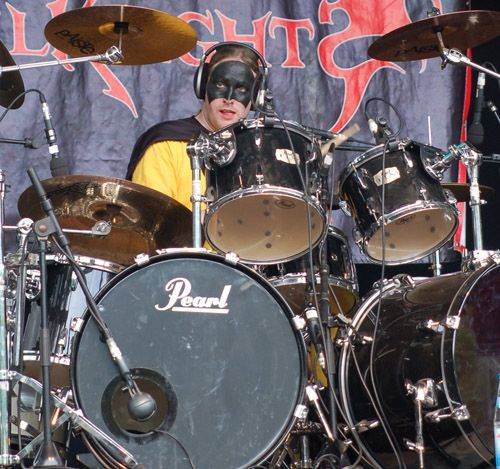
Duke of Drummington

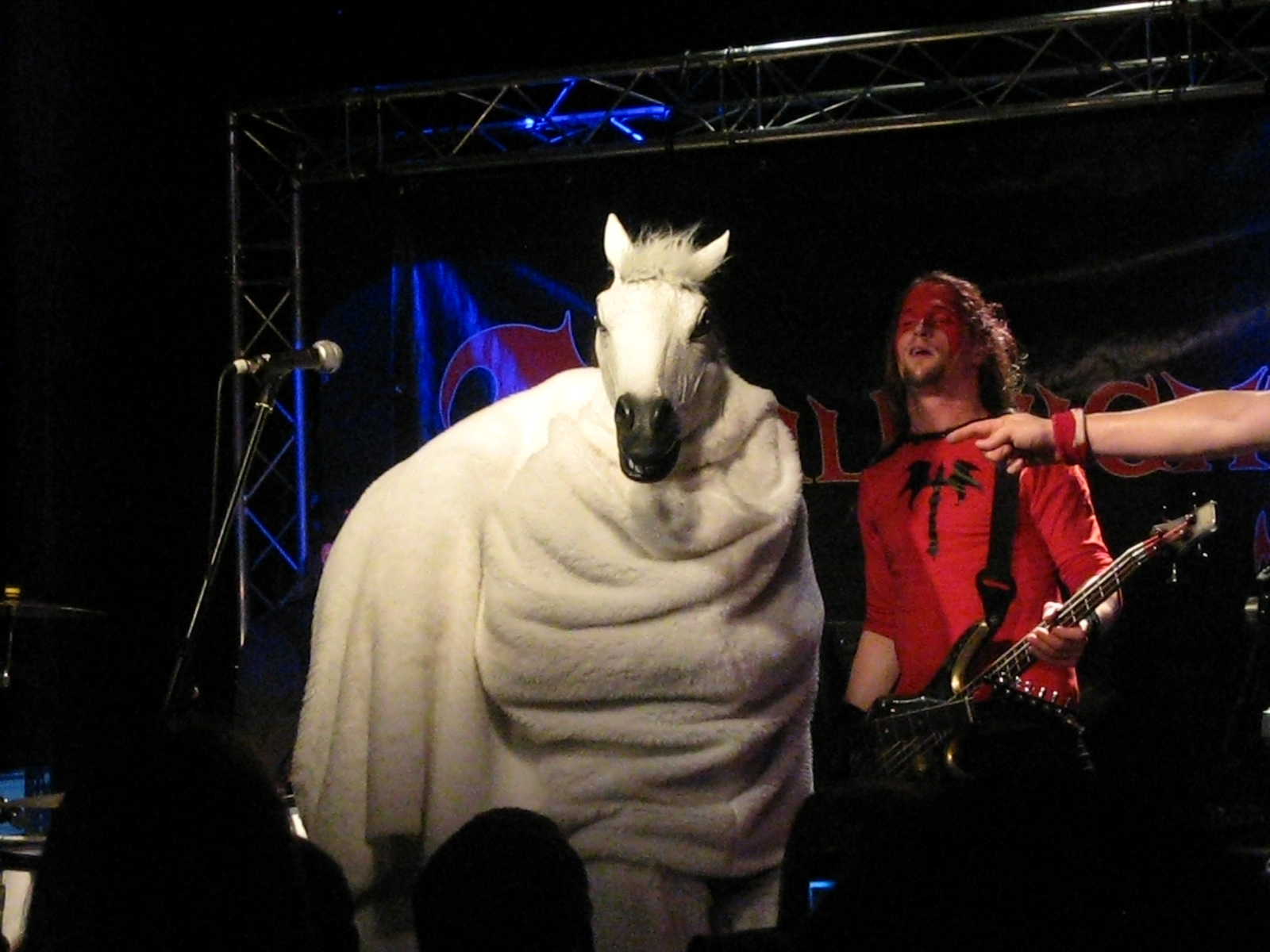
Zapfi i Mac Death

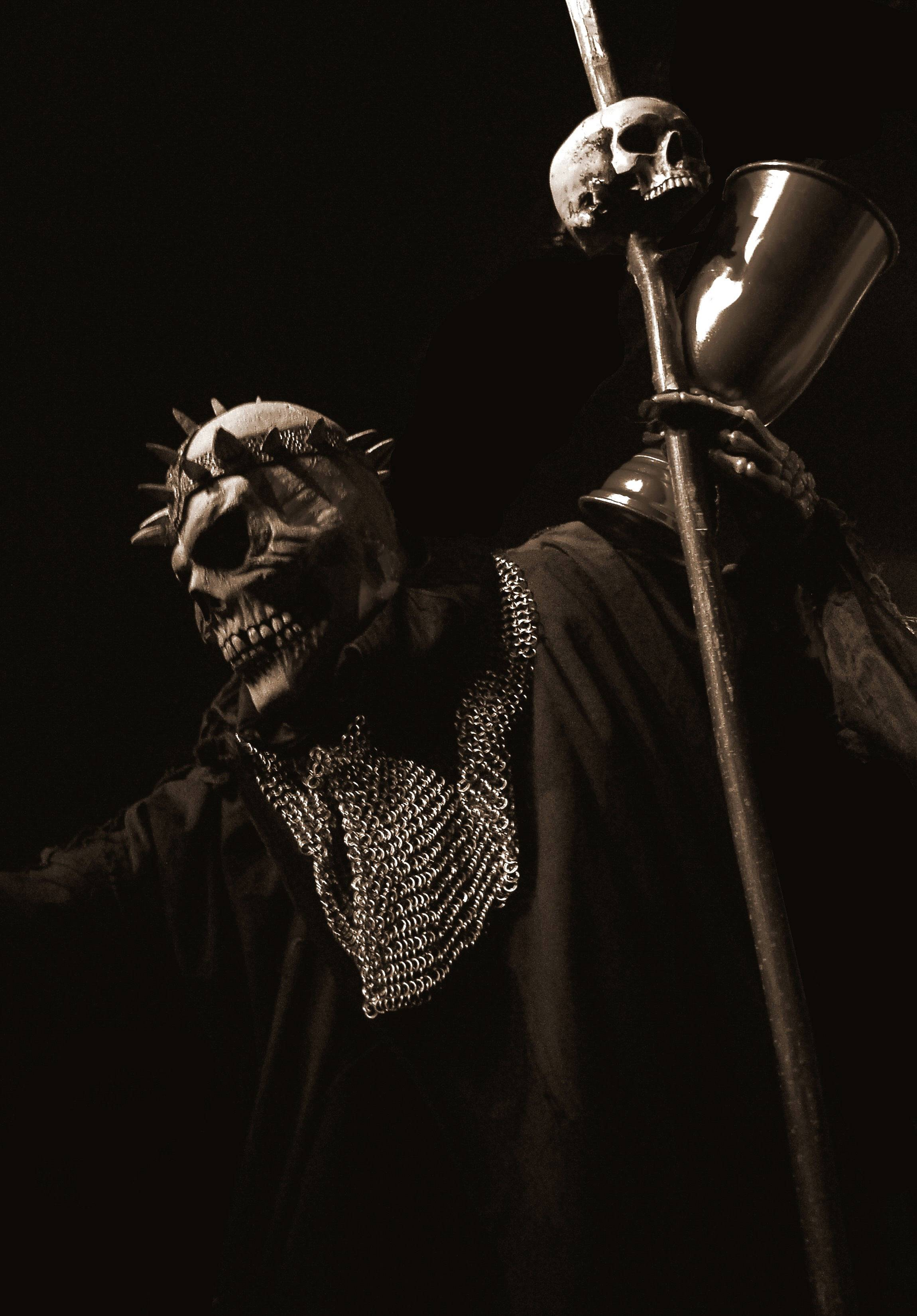
Dr. Skull ze świętym Graalem

Zespół został założony pod koniec 2002 roku przez muzyków z Wunstorf oraz Hanoweru jako Galactic Grailknights. Po zagraniu kilkunastu koncertów, wydali pierwszy album pod nazwą Across the Galaxy oraz zmienili swoją nazwę na „Grailknights”. Po wielu znacznych koncertach w północnych Niemczech oraz wielu festiwali poza granicami ich ojczystego kraju, podpisali kontrakt w styczniu 2006 r. z niewielkim wydawnictwem STF Records oraz – w tym samym roku – nagrali i wydali ich drugi album pod tytułem Return to Castle Grailskull. Dwa lata później w 2008 roku wydali kolejną płytę Alliance przy współpracy z tym samym wydawnictwem co przy poprzedniej płycie. Płyta miała zostać przyjęta bardzo dobrze przez recenzentów. W 2008 roku, zespół Grailknights pojechał w tournée po Europie jako support szwedzkiego zespołu powermetalowego Sabaton. Natomiast w 2009 roku pojechali w trasę pod nazwą Reinforcment Tour, podczas której jako support występował zespół Zandelle oraz inne zespoły supportujące zależnie od kraju w jakim występowali. 21 lutego 2010 roku została ogłoszona decyzja o odejściu perkusisty Duke of Drumington z zespołu z powodów osobistych. Zastąpił go rycerz pod pseudonimem Baron van der Blast. Jego pierwszy koncert odbył się 20 marca 2010 roku podczas nagrywania DVD koncertowego. 20 marca 2010 roku w Hanowerze odbył się koncert, na którym było nagrywane pierwsze DVD Grailknights. Specjalnym gościem był amerykański muzyk Michael Cranium wraz ze swoim zespołem. W dniu 11 kwietnia 2014 roku zespół wydał kolejny album, Calling the Choir, który zawierał nagrany cover piosenki Holding Out for a Hero autorstwa piosenkarki Bonnie Tyler. Już 4 lata później, 4 maja 2018, ukazała się piąta płyta studyjna zespołu, zatytułowana Knightfall. Na jednym z utworów tego albumu, Pumping Iron Power, wystąpił gościnnie wokalista zespołu Sabaton, Joakim Brodén. W styczniu 2022 roku została upubliczniona najnowsza płyta muzyków pod tytułem Muscle Bound for Glory.

## Koncepcja wielkich rycerzy
Grailknights toczą bitwę dobra ze złem jako przedstawiciele dobra. Oglądając ich możemy zobaczyć duże podobieństwo do fikcyjnej postaci z serii zabawek Masters of the Universe (Władcy Wszechświata) firmy Mattel, He-Mana. Mieszkają w zamku Grailskull. Ich największym wrogiem jest zły Dr. Skull, który zawsze na początku koncertu kradnie świętego Graala i musi on zostać odzyskany przez Grailknights. Noszą stroje superbohaterów oraz mają na twarzach namalowane maski. W przeciwieństwie do muzyków black metalowych, „rycerze graala” noszą raczej jasne kolory, np. czerwony (Mac Death), niebieski (Lord Lightbringer), zielony (Sir Optimus Prime) i żółty (Baron Van der Blast). Wraz z ich kolorowymi kostiumami walczą ze złem poprzez muzykę heavymetalową.
Ich koncerty są to przedstawienia na których nie tylko słyszymy muzykę, lecz również widzimy walkę pomiędzy Grailknights a złym Dr. Skullem oraz usłyszymy historię z ich pól walki. Również podczas występów zobaczymy kilka pobocznych postaci takich jak Beer Beauty – koń rycerzy, Mohrrüben-Mann – giermek. Po każdej piosence członkowie zespołu pytają się publiczności „Are you Grailknights Battlechoir?!”, a widzowie jeśli się zgadzają, to odpowiadają „Yes Sire!”.
Zespół stworzył wiele historii, które możemy zobaczyć w serwisie YouTube, na kanale Grailpod pod nazwą Grail TV. Możemy także przeczytać je na ich stronie.

## Teksty piosenek
Teksty piosenek dotyczą głównie walki o świętego Graala, honoru, wojny, rycerskości oraz rzeczy ogólnie związanych z filozofią. Jednakże 10 piosenka z ich płyty Alliance jest wyjątkiem, gdyż jest to poemat napisany przez Johanna Wolfganga von Goethego w 1774 roku.

## Koncerty
Grailknights zagrali już ponad 110 koncertów w takich krajach jak: Holandia, Niemcy, Polska, Dania, Czechy, Austria, Szwajcaria, Belgia, Szkocja, Anglia, Szwecja oraz występowali na takich imprezach jak Dong Open Air, Klangstadt Festival, Metalfest, Ragnarök Festival, Rockstad Falun, Bleeding Edge Festival, Boarstream Open Air, Summer Breeze Open Air.
W 2009 odbyła się ich własna trasa koncertowa pod tytułem „Reinforcement Tour”, która objęła takie państwa jak: Holandia, Niemcy, Polska, Dania, Belgia, Holandia.

### W Polsce
Zespół ten zagrał w Polsce już pięć koncertów:
- 23 sierpnia 2008 w Warszawie[21],
- 24 sierpnia 2008 w Krakowie[22],
- 15 listopada 2009 w Poznaniu[23],
- 16 listopada 2009 we Wrocławiu[24].
- 6 czerwca 2010 w Warszawie[25].

## Postacie

### Członkowie
| Lata         | Członkowie          | Członkowie        | Członkowie        | Członkowie          | Nagrania                                                 |
| Lata         | Wokalista i basista | Gitarzysta        | Gitarzysta        | Perkusista          | Nagrania                                                 |
| ------------ | ------------------- | ----------------- | ----------------- | ------------------- | -------------------------------------------------------- |
| 2002–2009    | Mac Death           | Lord Lightbringer | Sir Optimus Prime | Duke of Drumington  | Across the Galaxy, Return to Castle Grailskull, Alliance |
| 2009         | Mac Death           | Sovereign Storm   | Sir Optimus Prime | Duke of Drumington  |                                                          |
| 2010         | Mac Death           | Lord Lightbringer | Sir Optimus Prime | Baron van der Blast |                                                          |
| 2011-obecnie | Mac Death           | Sovereign Storm   | Sir Optimus Prime | Baron van der Blast |                                                          |

### Przyjaciele
- Battlechoir (fani zespołu)[26],
- Zapf Beauty[27],
- Mohrrüben-Mann[28].

### Przeciwnicy
- Dr. Skull[29],
- Morph the swarf[30],
- Urks[31],
- Professor Pain.

## Dyskografia
- Across the Galaxy (2004, CD)[32]
- Return to Castle Grailskull (2006, CD)[33]
- Alliance (2008, DG CD)[34]
- Non Omnis Moriar (2011, EP, CD)[35]
- Calling the Choir (2014, CD)[36]

## Teledyski[37]
| Rok  | Tytuł                       | Reżyseria        |
| ---- | --------------------------- | ---------------- |
| 2005 | Trailer – Across The Galaxy | nieznany         |
| 2007 | Moonlit Masquerade          | Sebastian Khayat |
| 2008 | Tranquility's Embrace       | Sebastian Khayat |